# Jesús Pérez
Jesús Maria Pérez Silva (15 juli 1984) is een Venezolaans wielrenner. 

## Belangrijkste overwinningen
2004
- 11e etappe Ronde van Venezuela

2005
- 2e etappe Ronde van Venezuela

2006
- 1e en 2e etappe Ronde van Táchira

2007
- 5e etappe Ronde van Madrid

2008
- 6e etappe, deel B Ronde van Marokko
- 10e etappe Ronde van Venezuela

2009
- 5e etappe Ronde van Venezuela
- 12e etappe Ronde van Venezuela

2010
- 12e etappe Ronde van Venezuela

2013
- 1e etappe Ronde van Venezuela
- 5e etappe Ronde van Venezuela
- 10e etappe Ronde van Venezuela